# Tamar (Lommel)
Tamar è stata una casa madre cattolica situata a Lommel, nel nord del Belgio, gestita dalla congregazione delle Suore della Carità di Gesù. Fondata nel 1970 nei locali dell'ospedale Maria Middelares, nel 1976 fu trasferita in una struttura autonoma accanto allo stesso ospedale. La casa madre Tamar è stata chiusa nel 2014.

## Storia
Tamar accoglieva giovani ragazze incinte, spesso non sposate, in un contesto religioso e sociale che stigmatizzava la maternità fuori dal matrimonio.
Nel corso degli anni, l'istituto è stato oggetto di numerose denunce relative a:
- Adozioni forzate senza il consenso delle madri biologiche,
- Sterilizzazioni forzate di minorenni,
- abusi sessuali da parte di membri della congregazione[1].

Alcune ragazze venivano inviate a partorire in Francia in forma anonima, secondo la pratica del parto "sotto X", legale in Francia ma vietata in Belgio. I neonati venivano poi trasportati illegalmente in Belgio per essere dati in adozione.

## Impatto e testimonianze
I fatti legati a Tamar sono stati oggetto di inchieste giornalistiche, pubblicazioni e produzioni culturali. Il podcast Kinderen van de kerk (I figli della Chiesa), pubblicato nel 2023, ha riportato diverse testimonianze di ex residenti che accusano la struttura di traffico di minori.

## Nella cultura di massa
Il film belga Little Black Spiders del 2012, diretto da Patrice Toye, è ispirato a eventi accaduti in istituti come Tamar. Racconta la storia di ragazze costrette a partorire in segreto in una struttura isolata.